# Victoria Arrieto
Victoria Arrieto (Córdoba, Argentina; 26 de octubre de 2000) es una futbolista profesional que juega de Delantera en el Club Atlético Belgrano de la Primera División. 

## Trayectoria
Comenzó a jugar al fútbol en Escuela Presidente Roca y en 2015 pasó a Universitario.
En el 2018, se marchó a Belgrano en condición de préstamo, y tras un año en la institución de barrio Alberdi, el mismo compró su pase por 18 pelotas de fútbol.  
Formó parte de planteles campeonas de LCF y fue pionera en los comienzos del club en las competencias organizadas por AFA. Como titular, ascendió con Belgrano en 2021 y 2022 acumulando 20 goles entre las dos categorías.
En 2023 conformó el plantel que fue subcampeón de la Copa de la Liga 2023 siendo referente, jugó casi la totalidad de partidos como titular y marcó un gol en la semifinal para llegar a la final de ese torneo.  